# Princesses
Pour les articles homonymes, voir Princesse (homonymie).
Pour plus de détails, voir Fiche technique et Distribution.
Princesses est un film franco-belge réalisé par Sylvie Verheyde, sorti en 2000.

## Synopsis
Sophie découvre que son père, qu'elle n'a pas vu depuis dix ans, est recherché pour meurtre, et qu'elle a une demi-sœur nommée Virginie qu'elle va retrouver.

## Fiche technique
- Titre : Princesses
- Réalisation : Sylvie Verheyde
- Scénario : Alexis Galmot et Sylvie Verheyde
- Production : Cédric Klapisch et Bruno Levy
- Musique : Philippe Sarde
- Photographie : Rémy Chevrin
- Montage : Laurent Roüan
- Décors : Frédéric Wayolle
- Pays d'origine :  France,  Belgique
- Format : couleurs - 1,85:1 - Dolby Digital - 35 mm
- Genre : comédie dramatique
- Durée : 95 minutes
- Dates de sortie : 13 septembre 2000 (France), 29 novembre 2000 (Belgique)

## Distribution
- Emma de Caunes : Sophie
- Jean-Hugues Anglade : Simon
- Karole Rocher : Virginie
- Jeannick Gravelines : Loïc
- Johan Leysen : le père
- Alexandre Zecevic : Marco
- Dani : Léa
- Francis Peiris : le vieux flic
- Ginette Bois : Viviane
- Emmanuel Nicolas : Paul
- Olivier Gourmet : l'homme du bar à Bruxelles
- Walid Tijani : Momo
- Katerina Mechera : Muriel
- Alfred van den Heuvel : le bijoutier à Amsterdam

## Distinctions
- Nomination au prix du meilleur film francophone, lors du Festival international du film francophone de Namur 2000.